# Qolla l-Bajda Battery

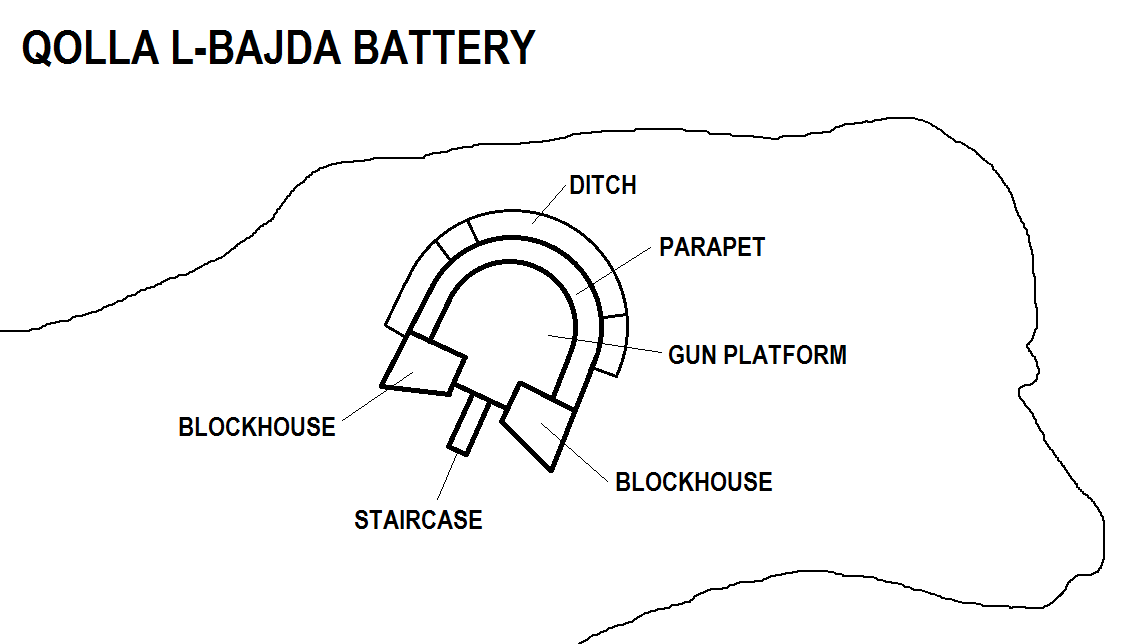
Grundriss der Qolla l-Bajda Battery

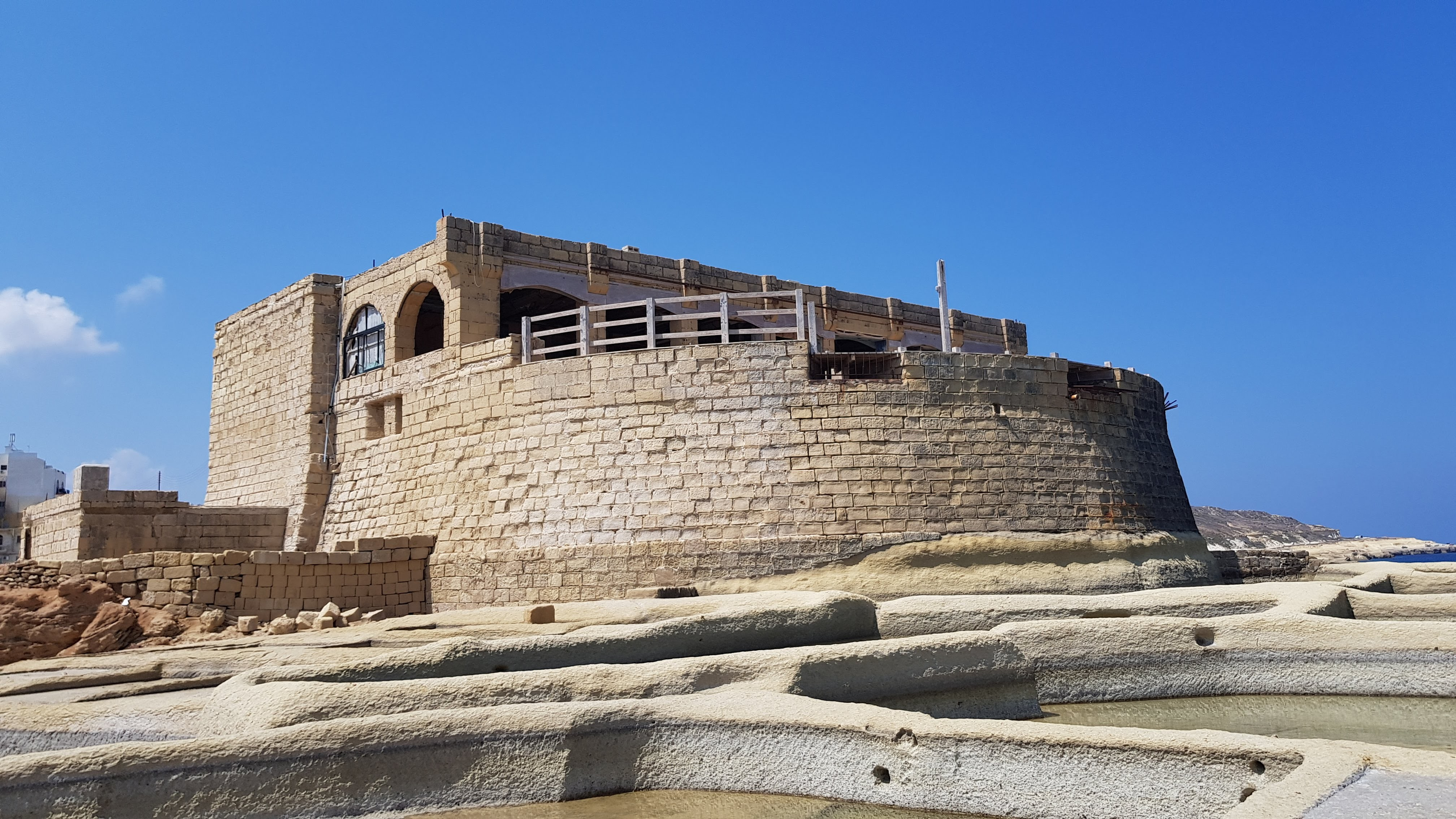
Seeseitiger Blick mit Salinen im Vordergrund

Die Qolla l-Bajda Battery (manchmal auch Qbajjar Battery genannt) ist eine während der Herrschaft des Johanniterordens im 18. Jahrhundert erbaute Befestigungsanlage auf der Insel Gozo. Sie ist die nördlichste historische Befestigungsanlage Maltas und eine der beiden noch erhaltenen Küstenbatterien Gozos.

## Geschichte
Unter den Großmeistern Wignacourt, Lascaris und de Redin hatten die Johanniter im 17. Jahrhundert die Inseln Malta, Gozo und Comino mit einem dichten Netz von Küstenwachtürmen umgeben. Diese hatten die Aufgabe, die Annäherung einer feindlichen Flotte frühzeitig zu erkennen und die Garnisonen in den befestigten Städten zu alarmieren. Sie waren aber zu schwach, um Korsaren oder feindliche Truppen direkt zu bekämpfen. 1714 erstellten die französischen Festungsbauingenieure Jacques de Camus d’Arginy, Bernard de Fontet und François Bachelieu einen Plan, der die Einrichtung von befestigten Verteidigungsstellungen – Geschützbatterien und  Redouten – an allen flachen und damit landungsgefährdeten Küstenabschnitten vorsah, um Schiffe und anlandende Truppen unter Artilleriebeschuss nehmen zu können.
Die Qolla l-Bajda Battery wurde in den Jahren 1715 und 1716 zum Schutz der Qbajjar Bay und der Marsalforn Bay gebaut. Im 19. Jahrhundert wurde sie aufgegeben und erst im Zweiten Weltkrieg als Beobachtungsposten Nr. 5 wieder genutzt.

## Beschreibung
Die Qolla l-Bajda Battery steht in strategisch günstiger Lage auf der Landzunge zwischen der Xwejni Bay im Westen und der Qbajjar Bay im Osten. Die aus Kalkstein-Mauerwerk gebaute Batterie besteht aus einer halbkreisförmigen, seeseitig ausgerichteten Geschützplattform sowie Wohn- und Lagerhäusern im rückwärtigen Teil. Zur Landseite ist die Stellung durch die Wände der beiden durch eine kurze Mauer verbundenen Blockhäuser gegen Angriffe geschützt. In der Mauer befand sich ein schmaler Zugang, der über einige Treppenstufen und eine hölzerne Zugbrücke zu erreichen war. Schießscharten in den Blockhäusern erlaubten es, die Treppe im Fall eines Angriffs mit Musketen zu bestreichen. Die Geschützplattform war seeseitig von einem mit Wasser gefüllten Graben und einer Brustwehr mit Zinnen umgeben, die sechs Fenster für Kanonen aufwies. Die Bewaffnung bestand zunächst aus sechs leichten Kanonen (6- und 8-Pfündern) und im Jahr 1770 aus vier 6-Pfündern mit 276 Kanonenkugeln und 60 Stück Traubenhagelmunition.

## Heutiger Zustand
1978 wurde das in staatlichem Besitz befindliche historische Gebäude für die Dauer von 25 Jahren verpachtet. Es wurde renoviert und umgebaut. Der Eingang wurde vergrößert und die Zugbrücke durch eine Treppe ersetzt. Es diente bis zum Jahr 2003 als Diskothek und Nachtclub. 2007 verlangte das Land die Räumung des Gebäudes, wogegen die ehemaligen Pächter gerichtlich vorgingen. Der Rechtsstreit war bis 2017 noch nicht entschieden. Das Gebäude war mehrmals von Vandalismus betroffen.
Seit 1995 steht die Qolla l-Bajda Battery unter der Nummer 1417 auf der Liste der Kulturgüter von Malta (National Inventory of the Cultural Property of the Maltese Islands).